# Аубайяркиркья
Аубайяркиркья (исл. Ábæjarkirkja) — маленькая лютеранская церковь (кирха), расположенная близ фьорда Скага-фьорд на севере Исландии.

## История
Здание было построено в 1922 году знаменитым исландским архитектором Гидйоуном Самуэльссоном, и является одним из его первых архитектурных проектов.
Нынешним настоятелем храма является преп. Оулавюр Хадльгримссон (исл. Ólafur Hallgrímsson). Рядом с церковью находится кладбище.